# Європейська рада ресусцитації
Європейська рада ресусцитації або Європейська рада реанімації (англ. European Resuscitation Council, ERC) — це європейська міждисциплінарна рада, що спеціалізується на ресуститаційній медицині та екстреній медичній допомозі. Її було засновано о 1989 році. 
Ціллю ЄРР є "Зберегти життя людей, забезпечуючи якісну ресусцитацію для всіх" (англ. "To preserve human life by making high quality resuscitation available to all").
ЄРР - це мережа національних рад ресусцитації у Європі.
Головою ЄРР є Маарет Кастрен (англ. Maaret Castrén).

## Керівництво
Керівництво ради складається із:
- голови
- віце-голови;
- секретаря;
- скарбника;
- директора з настанов та ILCOR[en];
- директора з тренування та навчання;
- директора з науки та досліджень;
- директора з конгресів;
- директора з маркетингу;
- головного редактора;
- представника дорадчого комітету;
- представника національних рад ресусцитації;
- представника секції Allied Healthcare.

## Діяльність
Із 1989 року рада публікує настанови щодо реанімаційних заходів та відповідного навчання. Ними слугуються у Європі та поза її межами.
Європейська рада ресусцитації оновлює настанови з певною періодичністю, розміщуючи повний текст, короткий зміст та постери щодо ключових тем. Постери містяться на сайті з можливістю завантаження різними мовами. Останні рекомендації опубліковано о 2015 році.